# Ihász Gábor (nyelvész)
Ihász Gábor (Vaszar, 1805. január 6. – Eger, 1880. szeptember 21.) magyar ciszterci szerzetes, egri egyházmegyei áldozópap, főgimnáziumi tanár, nyelvész.

## Életpályája
Szülei jómódú földmívesek voltak; a gimnázium négy alsóbb osztályát Pápán, az V.-et Veszprémben, a VI.-at és a bölcselet két osztályát Győrött végezte. 1824. október 24-én György névvel a zirc-ciszterci rendbe felvétetvén, az újonc év leteltével a teológiai tanulmányokra a bécsi Pázmány-intézetbe küldetett; de ott egészsége változást szenvedvén, 1826-ban mint tanár Székesfehérvárt nyert alkalmazást. 1827-ben a pesti központi papnevelőbe ment, ahol mint III. és IV. évi hittanhallgató az előjáróság megbízásából azon első évi hittanhallgatóknak, akik a magyar nyelvben járatlanok voltak, ebből előadásokat tartott. 1830. május 31-én megalapította az ifjú leviták körében a magyar nyelvművelő társaságot. Azon év augusztus 22-én miséspappá szenteltetett föl és ismét Székesfehérvárra rendeltetett a gimnázium I. osztályának tanítására; de itt ismét csak egy évet tölthetett, mert 1831-ben Szepesy Ignác báró pécsi püspök az általa Pécsett felállított líceumban a magyar nyelv tanszékét a zirc-ciszterci rendnek engedvén át, erre a tanszékre őt nevezték ki. Pécsett 1832-től 1837 végeig tanárkodott és mint rendkívüli tantárgyat a görögöt is előadta; sőt a jogi karban a statisztika és hazai jogból is tartott előadásokat. 1838-tól 1841-ig Székesfehérvárt az V. retorika tanára volt. 1841-42-ben ugyanez volt Egerben, de itt betegeskedése miatt csak egy évet töltött, mire a rend apátura esztergári, 1843-ban teveli és 1844-ben előszállási lelkésznek nevezte ki. A szabadságharc idejében elment tábori lelkésznek. A hadi szerencse fordultával Komáromba vonult a fehérvári tisztikarral együtt és ott kapitulált. Midőn a nemzet ügye elveszett, ő is mint annyi más hazafi fogságba került. Az Újépületből két hét múlva kiszabadult és Zircre internálták. A rendi tanács nyolc évi fogságra ítélte őt, azzal okolva elítélését, hogy engedelem nélkül hagyta oda lelkészi állomását. E tűrhetetlen helyzetéből 1850-ben megszabadulva, augusztus 18-án Egerbe rendeltetett a magyar nyelv és irodalom tanárának, ahol azonban minden lépésére ügyeltek. E méltatlan bánásmód annyira elkeserítette, hogy 1851-ben kilépett a rendből és Eger akkori hazafias érseke, Bartakovics Béla június 10-én átvette egyházmegyéjébe és július 21-én mint főszékesegyházi hitszónokot alkalmazta és az angol kisasszonyok intézetének hitelemzőjévé nevezte ki. (Ekkor vette fel ismét Gábor keresztnevét.) 1858-tól az érseki finevelőintézet igazgatója volt; 1870-ig viselte e tisztet, amidőn főpásztora saját kérelmére felmentette és főszentszéki ülnökké nevezte ki. Hitelemzőnek azonban ekkor is megmaradt. A magyar nyelv szeretete ösztönözte őt arra is, hogy részt vegyen az egri egyházmegyei irodalmi egylet megalakulásában. Buzgó gyűjtő volt, aki még a gyászjelentéseket is nagy gonddal összerakosgatta. Végül 1875-ben nyugalomba vonult és 1880. szeptember 21-én Egerben meghalt.
Több nyelvészeti tárgyú írása jelent meg. Iskolai nyelvtana (Magyar nyelvtan, Székesfehérvár, 1846. I. György néven) nagyon elterjedt; 20 kiadást ért meg még Ihász életében. Nyelvészként a Magyar Nyelvőr körül csoportosuló ortológus irányzat híve volt.

## Művei
- Magyar nyelvtan (Székes-Fejérvár, 1846. Ihász György névvel, mely nyelvtan az iskolákban példátlanul elterjedt és a Verseghy-rendszerű nyelvtanokat végképp kiszorította.); Online
- Mutatvány a magyar igeképzésből (Eger, 1850);
- A magyar mondattan főbb szabályai (Eger, 1852).